# Hippopotamus madagascariensis
Hippopotamus madagascariensis Guldberg, 1868, noto anche come ippopotamo nano del Madagascar, è una specie estinta di ippopotamo endemica dell'isola di Madagascar. Conosciuto solo attraverso resti ossei, si ritiene che sia scomparso dopo il 1500. Era una delle tre specie di ippopotamo, note come ippopotami malgasci, tutte oggi estinte.

## Tassonomia
Gli ippopotami malgasci furono scoperti per la prima volta a metà del XIX secolo da Alfred Grandidier, che rinvenne quasi 50 esemplari in un acquitrino prosciugato presso Ambolisaka, vicino al lago Ihotry, a pochi chilometri dal Canale del Mozambico. Nel 1989, la paleontologa scandinava Solweig Stuenes descrisse da questi resti le specie Hippopotamus madagascariensis e Hippopotamus lemerlei.

## Descrizione
Come l'ippopotamo pigmeo moderno (Choeropsis liberiensis), l'ippopotamo pigmeo malgascio aveva gli occhi disposti lateralmente invece che in orbite elevate, e denti diversi rispetto a quelli dell'ippopotamo comune. Era anche meno acquatico, come dimostrano i numerosi fossili ritrovati negli altopiani forestati del Madagascar. Queste somiglianze potrebbero essere il risultato di un processo di evoluzione convergente.
I fossili di H. madagascariensis e di H. lemerlei mostrano adattamenti cursoriali, cioè una maggiore predisposizione alla corsa, caratteristica che li distingue dagli ippopotami africani continentali.

## Estinzione
Sebbene non siano stati trovati resti risalenti agli ultimi mille anni, l'ippopotamo è sorprendentemente presente nelle leggende orali malgasce. In diverse regioni del Madagascar si narrano storie su animali chiamati mangarsahoc, tsy-aomby-aomby, omby-rano e laloumena, tutti con caratteristiche simili a quelle degli ippopotami. La forza e la persistenza di queste tradizioni orali hanno portato l'Unione Internazionale per la Conservazione della Natura (IUCN) a classificare H. madagascariensis come una estinzione recente, avvenuta probabilmente dopo il 1500.
Almeno sette ossa di ippopotamo mostrano segni inequivocabili di macellazione umana, il che suggerisce che questi animali sopravvissero fino all'arrivo degli esseri umani sull'isola. Umani e ippopotami potrebbero aver convissuto per circa 2.000 anni, e non è da escludere che la caccia eccessiva da parte dell’uomo sia stata una delle cause della loro estinzione.